# إستونيا القديمة

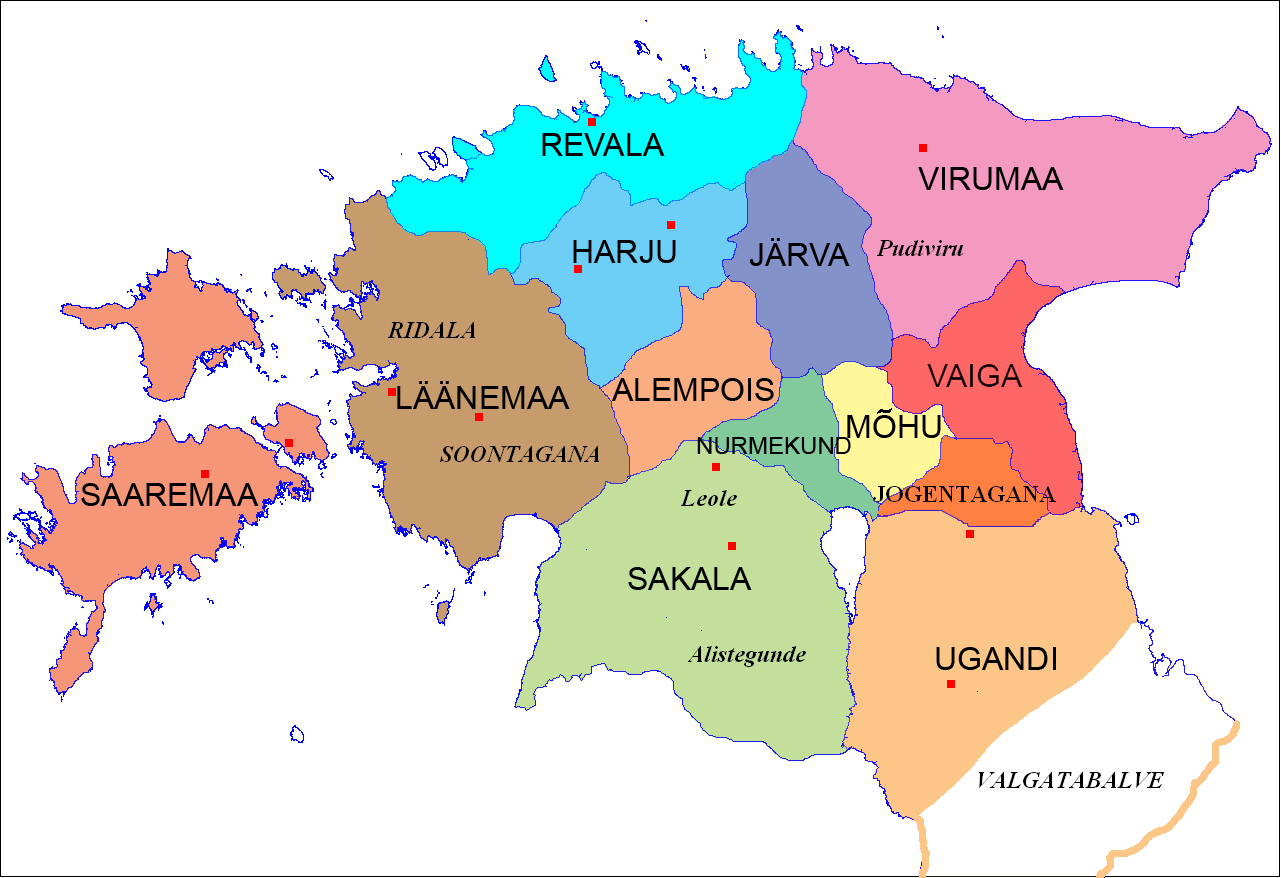
مقاطعات إستونيا القديمة في بداية القرن الثالث عشر.

تشير إستونيا القديمة لفترة تشمل فيها تاريخ إستونيا بداية من منتصف الألفية الثامنة قبل الميلاد وحتى غزو وإخضاع القبائل الفنلندية المحلية في ربع القرن الثالث عشر الأول أثناء الحروب الصليبية الشمالية التوتونية والدنماركية.

## العصر الحجري الأوسط

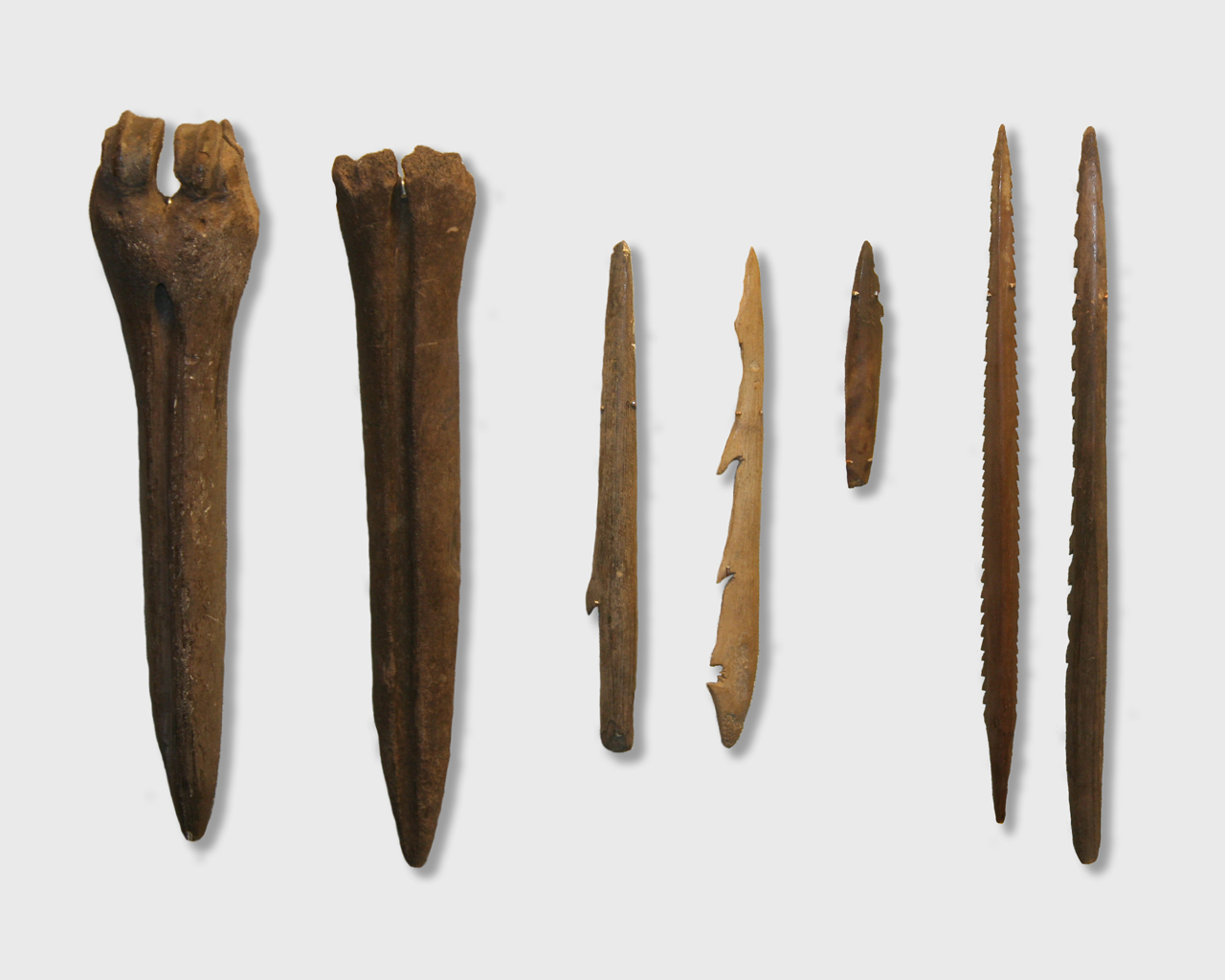
أدوات صُنعت من قِبل ثقافة كوندا ، متحف التاريخ الإستوني

قد كانت المنطقة مأهولة بالسكان منذ أن انتهى عصر الجليد الأخير، مايقدر ب 10,000 قبل الميلاد. وترتبط أقدم آثار الاستيطان البشري في إستونيا بثقافة كوندا. أقدم مستوطنة معروفة في إستونيا هي مستوطنة بولي، التي كانت تقع على ضفاف نهر برنو، بالقرب من مدينة سيندي، في جنوب غرب إستونيا. وقد يعود تاريخها إلى بداية الألفية التاسعة قبل الميلاد. تلقت ثقافة كوندا اسمها من موقع مستوطنة لاماسماي في شمال إستونيا، الذي يعود تاريخه إلى ما قبل عام 8500. تم اكتشاف قطع أثرية من العظام والحجر مماثلة لتلك التي تم العثور عليها في كوندا في أماكن أخرى في إستونيا، وكذلك في لاتفيا وشمال ليتوانيا وجنوب فنلندا. من بين المعادن، تم استخدام الصوان والكوارتز بشكل أكبر لصنع أدوات القطع.

## العصر الحجري الحديث
وتمتاز بداية العصر الحجري الحديث بخزف ثقافة نارفا، والتي تظهر في إستونيا في بداية خامس ألفية قبل الميلاد. ويعود تاريخ أقدم الاكتشافات إلى حوالي 4900 قبل الميلاد. وكان الفخار الأول يصنع من الطين السميك الممزوج بالحجارة أو الأصداف أو النباتات. وتم العثور على السيراميك من نوع نارفا في جميع أرجاء المنطقة الساحلية الإستونية بأكملها وفي الجزر تقريباً. فالأدوات الحجرية والعظمية للعصر لها تشابه ملحوظ مع القطع الأثرية لثقافة كوندا.

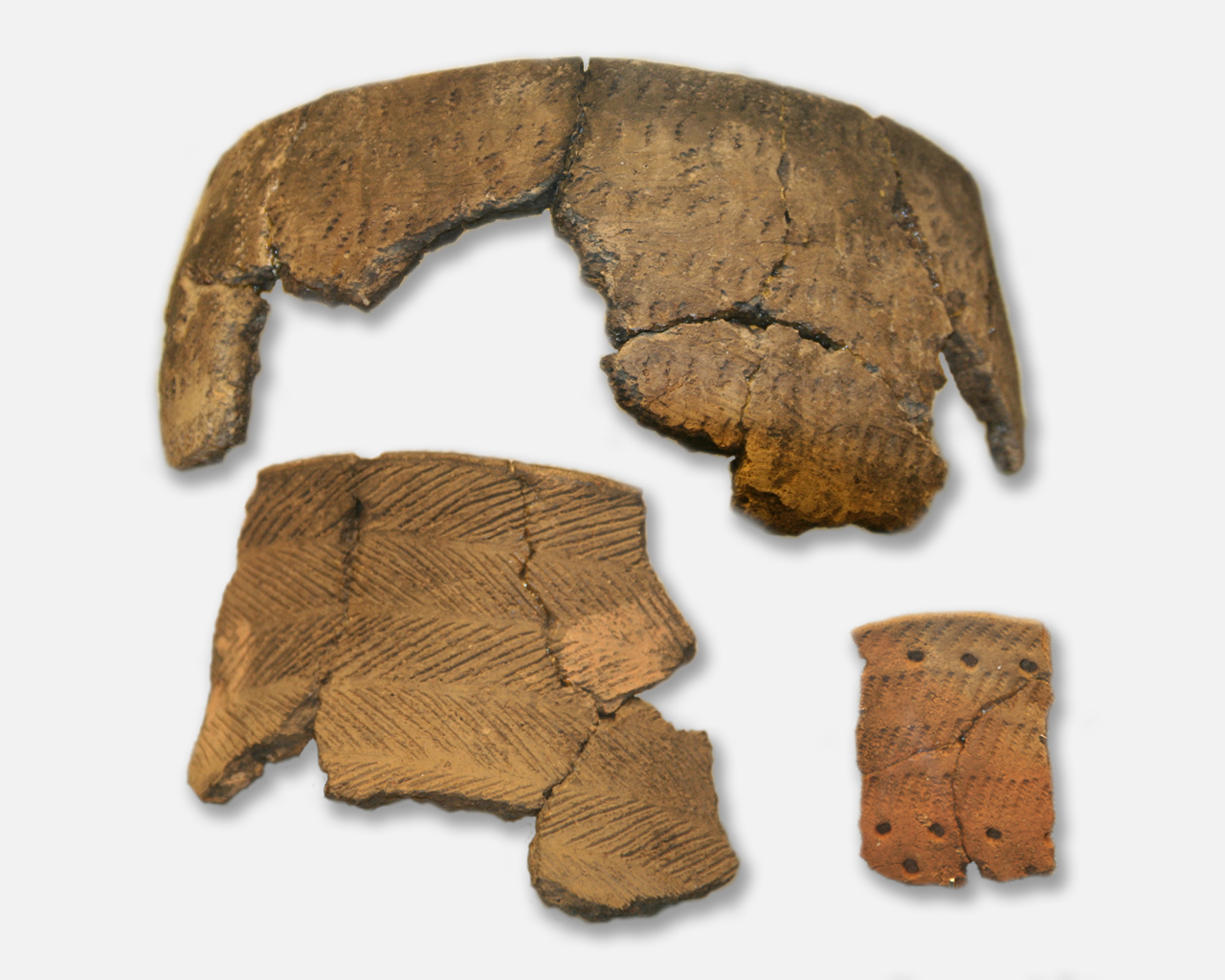
تمشيط الفخار الخزفي في متحف التاريخ الإستوني

عُثر على القطع الأثرية التي تم تحديدها على أنها تنتمي إلى «ثقافة خزف المشط» في أماكن من شمال فنلندا إلى شرق بروسيا. وفي الغالب ما تشتمل المدافن المرتبطة بالثقافة على مجسمات حيوانات وطيور وثعابين أو منحوتة لإنسان من العظام والعنبر  بدايةً من نصف الألفية الرابعة قبل الميلاد. وحتى أوائل الثمانينيات، أكد الإجماع العلمي على أن ظهور الأثريات لثقافة خزف المشط كان مترابطاً بوصول فنلنديين البلطيق (أسلاف الإستونيين والفنلنديين والليفونيين) إلى شواطئ بحر البلطيق. ومع ذلك، فإن مثل هذا الربط بين الكيانات الثقافية المحددة أثريًا مع الكيانات الإثنية اللغوية لم يعد من المفترض أن يكون على علاقة معينة. فالافتراض البديل هو أن زيادة اكتشافات الاستيطان في تلك الفترة قد تكون مرتبطة بالازدهار الاقتصادي المرتبط بارتفاع درجة حرارة المناخ. حتى أن بعض الباحثين جادلوا بأن لغة أورالية ربما تم التحدث بها في إستونيا وفنلندا منذ نهاية الجليدية الأخير.

## أواخر العصر الحجري الحديث - العصر الحجري النحاسي

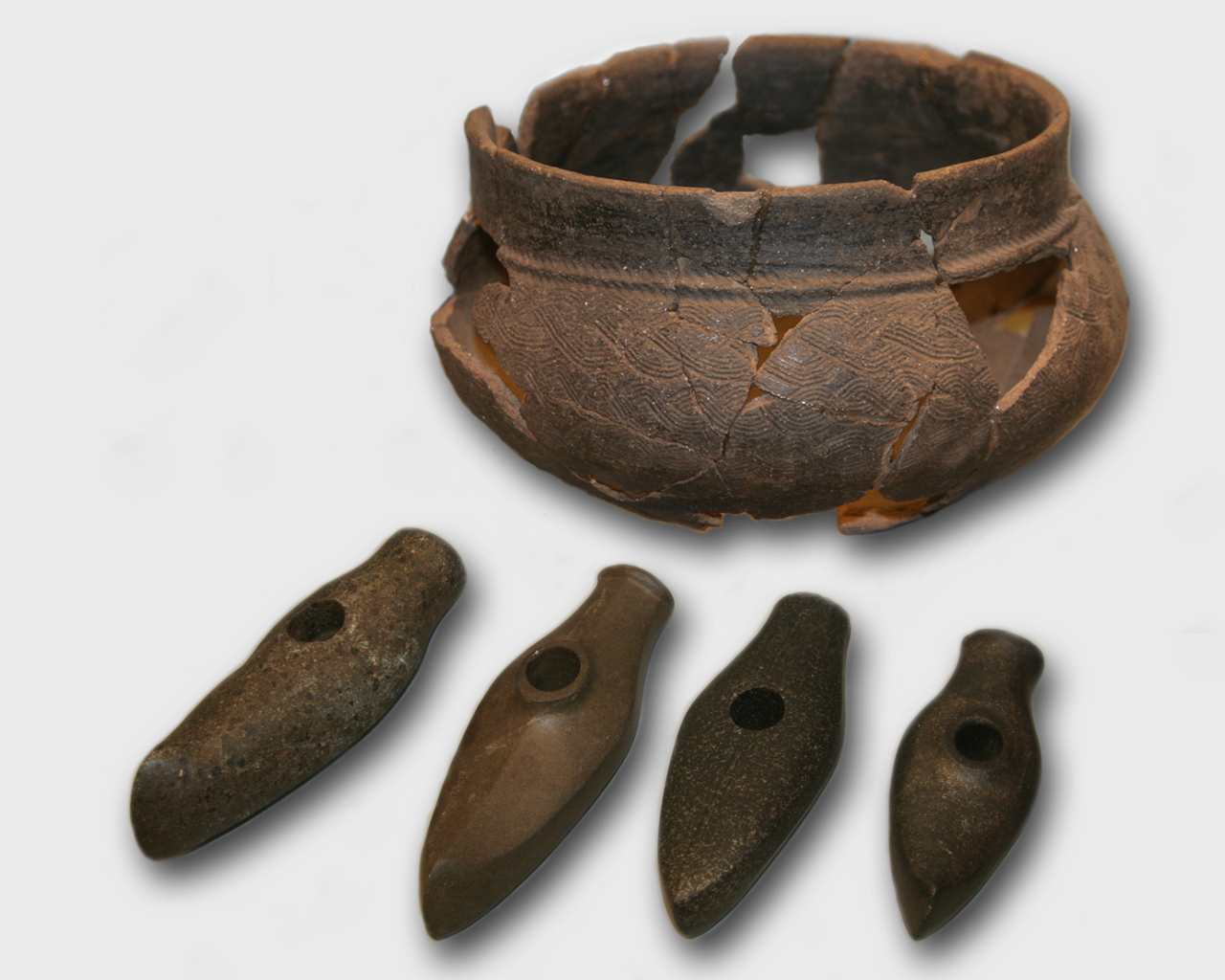
ثقافة الخزف المحبب والمحاور الحجرية في متحف التاريخ الإستوني.

امتازت بداية العصر الحجري الحديث المتأخر حوالي 2200 قبل الميلاد بظهور ثقافة الخزف والفخار المزخرف بحبال ومحاور حجرية مصقولة جيدًا (محاور على شكل قارب). فيتم تقديم أدلة على الزراعة من خلال حبة قمح محترقة ومثبتة على جدار وعاء خزفي وجِد في مستوطنة إيرو. ثم أظهر التحليل العظمي بأنه تم إجراء محاولة لترويض الخنزير البري.
اتسمت عادات دفن معينة بوضع الأموات بشكل جانبي مع ثني ركبهم على صدورهم، وإحدى أيديهم تحت الرأس. وكانت المواد الموضوعة في المقابر مصنوعة من عظام حيوانات أليفة. 

## العصر البرونزي

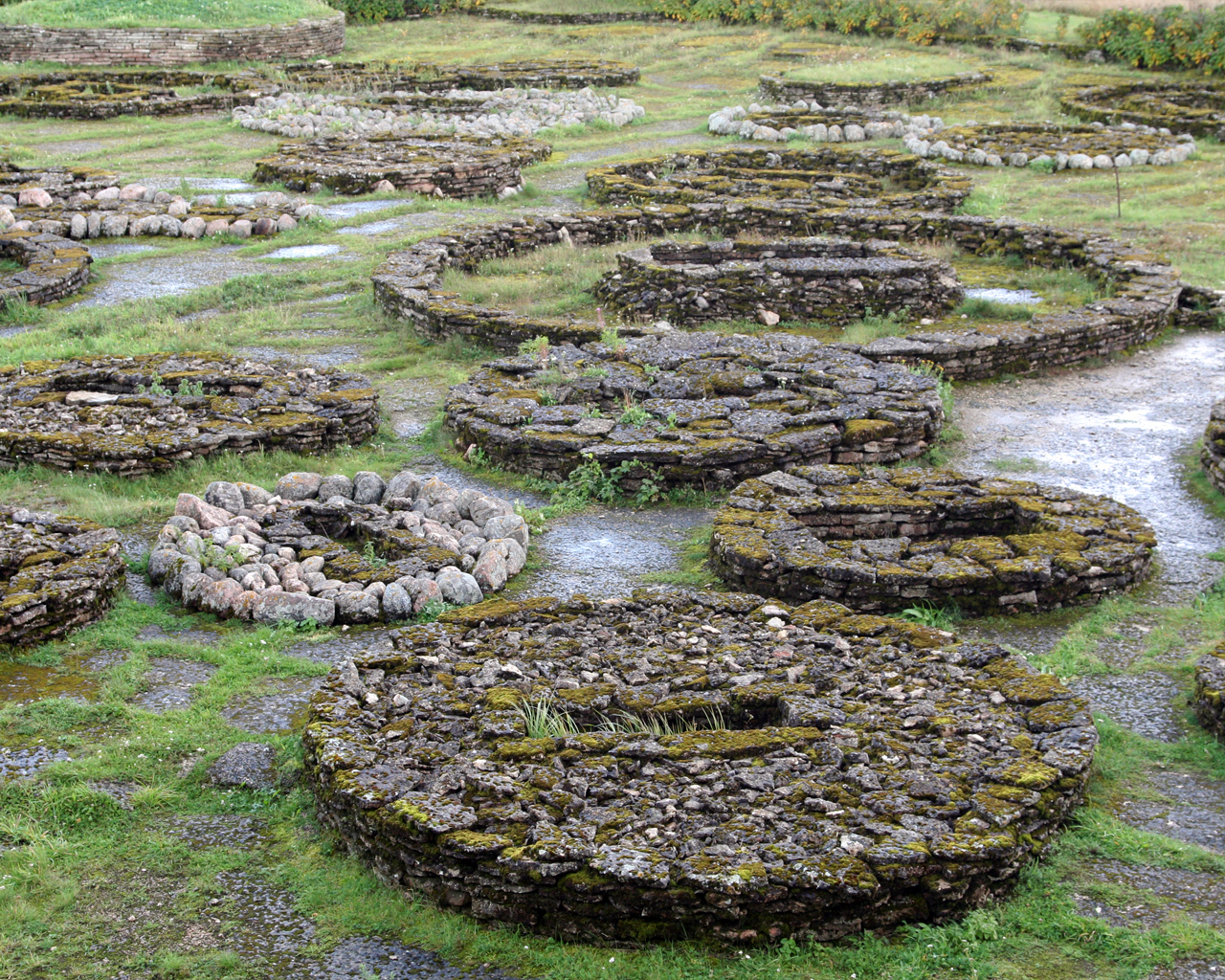
قبور حجرية من العصر البرونزي في شمال إستونيا

يعود تاريخ بداية العصر البرونزي في إستونيا إلى حوالي 1800 قبل الميلاد. ويجري تطوير الحدود بين فنلندي البلطيق والبالتس. فبدأ بناء مستوطنتين محصنتين، وهما أسفا وريدالا في جزيرة ساريما وإيرو في شمال إستونيا. وقد سهّل تطوير بناء السفن انتشار البرونز. وحدثت تغييرات في أعراف الدفن، وظهر نوع جديد من المدافن من المناطق الجرمانية إلى المناطق الإستونية، وأصبحت القبور الحجرية وحرق الجثث قبل دفنها شائعاً بشكل متزايد وبغض النظر عن قلة من القبور الحجرية على شكل قارب.

## العصر الحديدي
بدأ العصر الحديدي ما قبل الروماني في إستونيا حوالي 500 قبل الميلاد واستمر حتى نصف القرن الأول قبل الميلاد. وتم استيراد أقدم المواد الحديدية، فعلى الرغم من أن الحديد صهر منذ القرن الأول من المستنقعات المحلية وخام البحيرة. وتقع المواقع الاستيطانية في الغالب في أماكن توفر الحماية الطبيعية. وتم بناء الحصون على الرغم من استخدامها المؤقت. يعود ظهور حقول سلتيك المربعة المحاطة بمرفقات في إستونيا إلى العصر الحديدي ما قبل الروماني. تعود غالبية الأحجار ذات المسافات البادئة من صنع الإنسان، والتي يُفترض أنها مرتبطة بالسحر المصمم لزيادة خصوبة المحاصيل، إلى هذه الفترة. بدأ نوع جديد من تلال الدفن الرباعية الزوايا في التطور. وتظهر تقاليد الدفن بداية واضحة للطبقات الاجتماعية.
يعود تاريخ العصر الحديدي الروماني في إستونيا إلى ما بين 50-450 بعد الميلاد، وهو العصر الذي تأثر بتأثير الإمبراطورية الرومانية. ففي الثقافة المادية ينعكس هذا من خلال عدد قليل من العملات المعدنية الرومانية وبعضٌ من المجوهرات والتحف الفنية. وتتحدث وفرة القطع الأثرية الحديدية في جنوب إستونيا عن توثيق روابط البر الرئيسي مع المناطق الجنوبية في حين أن جزر إستونيا الغربية والشمالية تتواصل مع جيرانها عن طريق البحر بشكل رئيسي. وبحلول نهاية الفترة، ظهرت ثلاث مناطق جدلية قبلية محددة بوضوح: شمال إستونيا، وجنوب إستونيا، وغرب إستونيا (و تتضمن الجزر)، وشكل سكان كل منها فهمه الخاص للهوية.

## أوائل العصور الوسطى
ويقع اسم إستونيا أولاً في شكل Aestii في القرن الأول الميلادي بواسطة تاسيتوس. وبالرغم من ذلك، فمن المحتمل أن تشير في هذه المرحلة إلى قبائل البلطيق التي تعيش في منطقة غرب ليتوانيا وكالينينغراد الحالية. في الملاحم الإسكندنافية (القرن الثالث عشر)، واستخدم المصطلح على مايبدو للدلالة على الاستونيين.
وطبقاً لأحد التفسيرات، يذكر بطليموس في كتابه الغرافي الثالث في منتصف القرن الثاني الميلادي الأوزيليين من بين السكان الآخرين على شاطئ البلطيق.

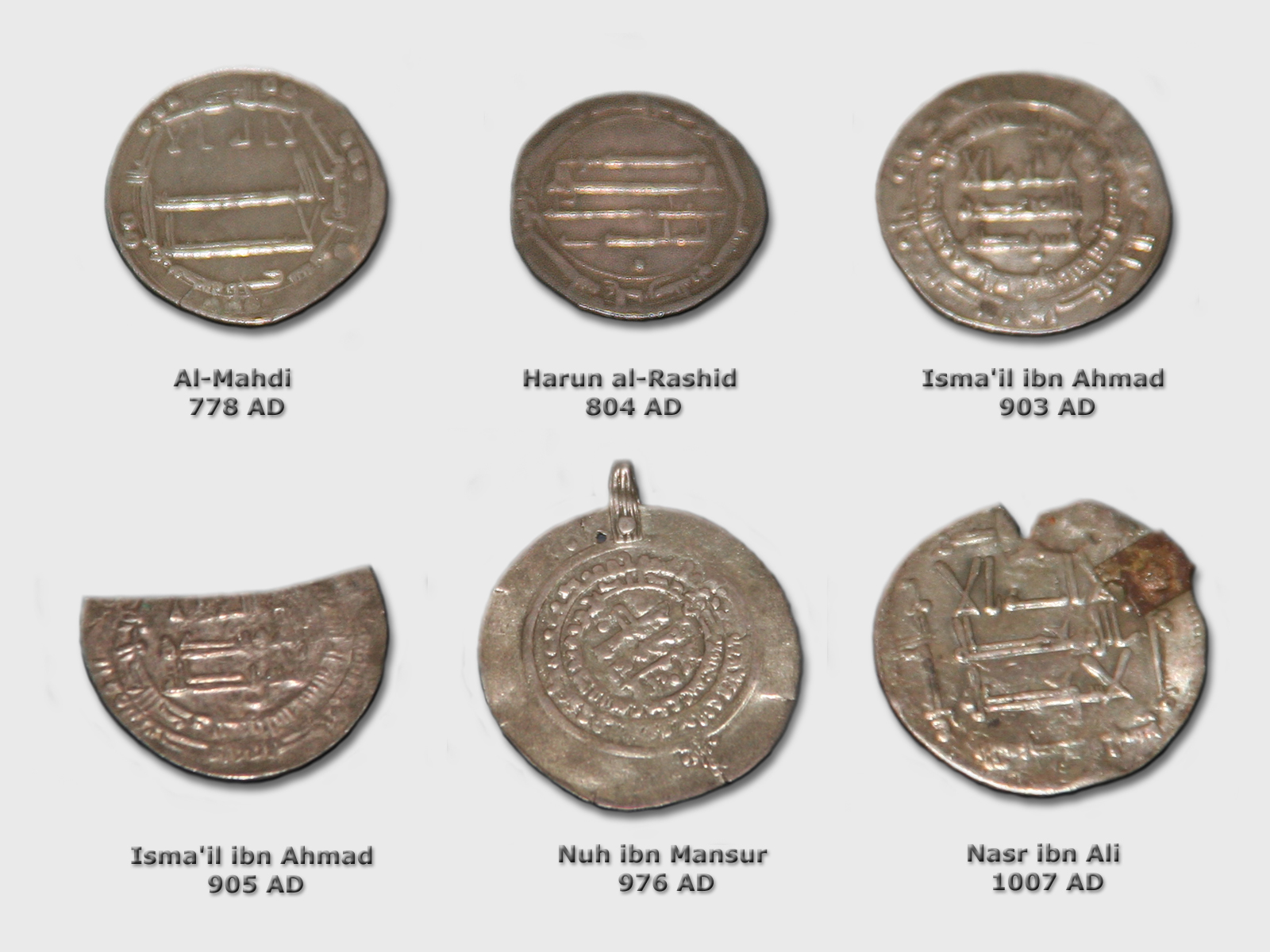
من كنوز الدرهم في إستونيا، القرنان الثامن والحادي عشر.

إن نطاق الأراضي الإستونية في العصور الوسطى المبكرة موضع جدل ولكن طبيعة ديانتهم ليست كذلك. فقد كانوا معروفين لدى الإسكندنافيين بصفتهم خبراء في سحر الرياح، كما كانوا معروفين لدى آل لابس (المعروفين في ذلك الوقت باسم الفنلنديين) في الشمال. ولكن لا أحد يستطيع أن يقول إن هذا لا يعني أن هذا لا يعني أن هذا لا يعني أي شيء. ذكر اسم إستونيا لأول مرة من قبل Cassiodorus في كتابه رسائل V. 1-2 يعود تاريخها إلى القرن السادس.
يصف ساكسو غراماتيكوس الكورونيين والإستونيين بأنهم شاركوا في معركة برفالا إلى جانب السويديين ضد الدنماركيين، والذين ساعدهم الليفونيون وويندز بوميرانيا. ومن الملحوظ أن قبائل البلطيق الأخرى - أي الليتس ووالليتوانيين - لم يذكر ساكسو أنتم شاركوا في المعركة. ويروي سنوري ستورلوسون في ملحمة ينغلينغا كيف أن الملك السويدي إنغفار (القرن السابع)، ابن أوستن والمحارب العظيم، الذي أُجبر على القيام بدوريات على شواطئ مملكته لمحاربة القراصنة الإستونيين. وتتحدث الملحمة عن غزوه لإستونيا حيث سقط في معركة ضد رجال إستلاند الذي كان ينزل بجيش عظيم. بعد المعركة، دُفن الملك إنغفار بالقرب من شاطئ البحر في إستونيا وعاد السويديون إلى ديارهم.
وفقًا لـ لهايمسكرينغلا ساغاس، في عام 967، هربت النرويجية أستريد مع ابنها، في المستقبل ملك النرويج، أولاف تريغفاسون من موطنها إلى نوفغورود، حيث شغل شقيقها سيغورد منصب شرف في محكمة الأمير فلاديمير. في رحلتهم، «إيستلاند» (أوزيليان؟)  أغار الفايكنغز على السفينة، وقُتل بعض طاقم السفينة وأُخذ الباقون للعبودية. وبعد ستة أعوام، عندما سافر سيغورد إيريكسون إلى «إيستلاند» لجمع الضرائب نيابة عن «فالديمار» (فلاديمير)، لاحظ أولاف في سوق في مدينة غير مذكورة  ودفع ثمن حريته.
قد وصفت معركة بين أوسيليان والفايكنغز الايسلنديون من ساريما ملحة نجال بأنها وقعت في 972 م.
حوالي عام 1008، هبط أولاف المقدس، وهو ملك النرويج فيما بعد، على ساريما. ففوجئ الأوزيليون ووافقوا في البداية على دفع المطالب التي قدمها أولاف، ولكنهم جمعوا جيشًا أثناء المفاوضات وهاجموا النرويجيين. فقد زعم أولاف (الذي كان ليبلغ من العمر 13 عامًا فقط) أنه انتصر في المعركة. كان أولاف موضوعًا لعدة سير الذاتية، في كل من سير القديسين والملاحم، في العصور الوسطى، والعديد من الحقائق التاريخية المتعلقة بمغامراته مختلف فيها.
كما ذكر عن «التشدز» في سجلات السلافية الشرقية القديمة في السياق المبكر عادة مايعتبر الفنلنديين البلطيق في شمال غرب روس أو حتى مثل جميع السكان غير السلافيين في شمال شرق أوروبا، ولكن منذ القرن الحادي عشر بصفة رئيسية كاستونيون. ووفقاً لسجلات الوقائع الأولية، كان أحد مؤسسي ولاية روس في القرن التاسع. ووفقا ل نيستور ياروسلاف I الحكيم غزت البلاد من التشدز في 1030 ووضع أسس يرفيف، (الاسم الروسي التاريخي تارتو، استونيا). 
وتبعاً لـ سجلات نوفغورد، فإنه تم سحق فارياغ أولف (Uleb) من نوفغورد في معركة عند البوابة الحديدية، والتي تقع عادة في شمال روسيا، ولكن وفقًا لإحدى الإفتراضات حدثت في البحر قريباً من خليج تالين في عام 1032.
في القرون الأولى الميلادية، بدأت في إستونيال اتقسيمات السياسية والإدارية فبالظهور،ظفظهرقسمان فرعيان أكبر: الرعية (الكيهيلكوند) والمقاطعة (الماكوند). فتتكون الرعية من عدة قرى. فكل الرعايا تقريباً لديها قلعة واحدة على الأقل. فيتم توجيه الدفاع عن المنطقة المحلية من قبل أعلى مسؤول، وهو شيخ الرعية. فكانت المقاطعة مكونة من عدة رعايا، يرأسها أيضًا أحد كبار السن. وبحلول القرن الثالث عشر، تطورت المقاطعات الرئيسية التالية في إستونيا: ساريما (أوسيليا)، لانيما (روتاليا أو ماريتيما)، هارغوما (هاريا)، فيروما (فيرونيا)، جارفاما (جيروفيا)، ساكالا (سكالا)، ويوغندي (أوغانيا).

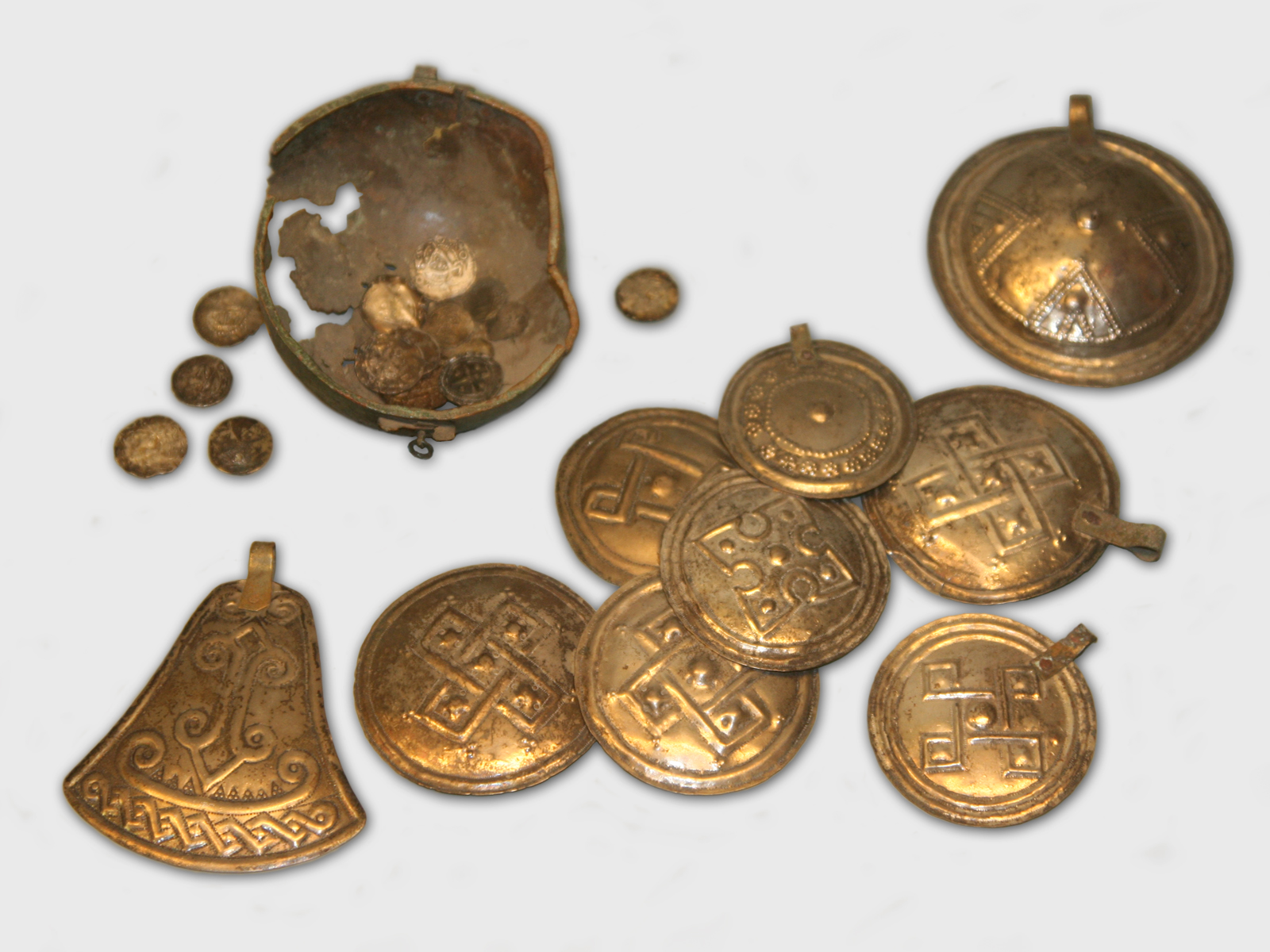
المصنوعات اليدوية من الكنز من كومنا، إستونيا

استونيا تشكل واحدة من أغنى الأقاليم في منطقة البلطيق للمخازين من القرنين الحادي عشر والثاني عشر. فوجدت أقدم مخازين العملة في إستونيا وهي الدرهم العربي من القرن الثامن. وأكبر مخازين عصر الفايكنغ وجدت في إستونيا كانت في مايدلا وكوس. من أصل 1500 قطعة نقدية منشورة في كتالوجات، هناك 1000 قطعة نقدية أنجلوسكسونية.

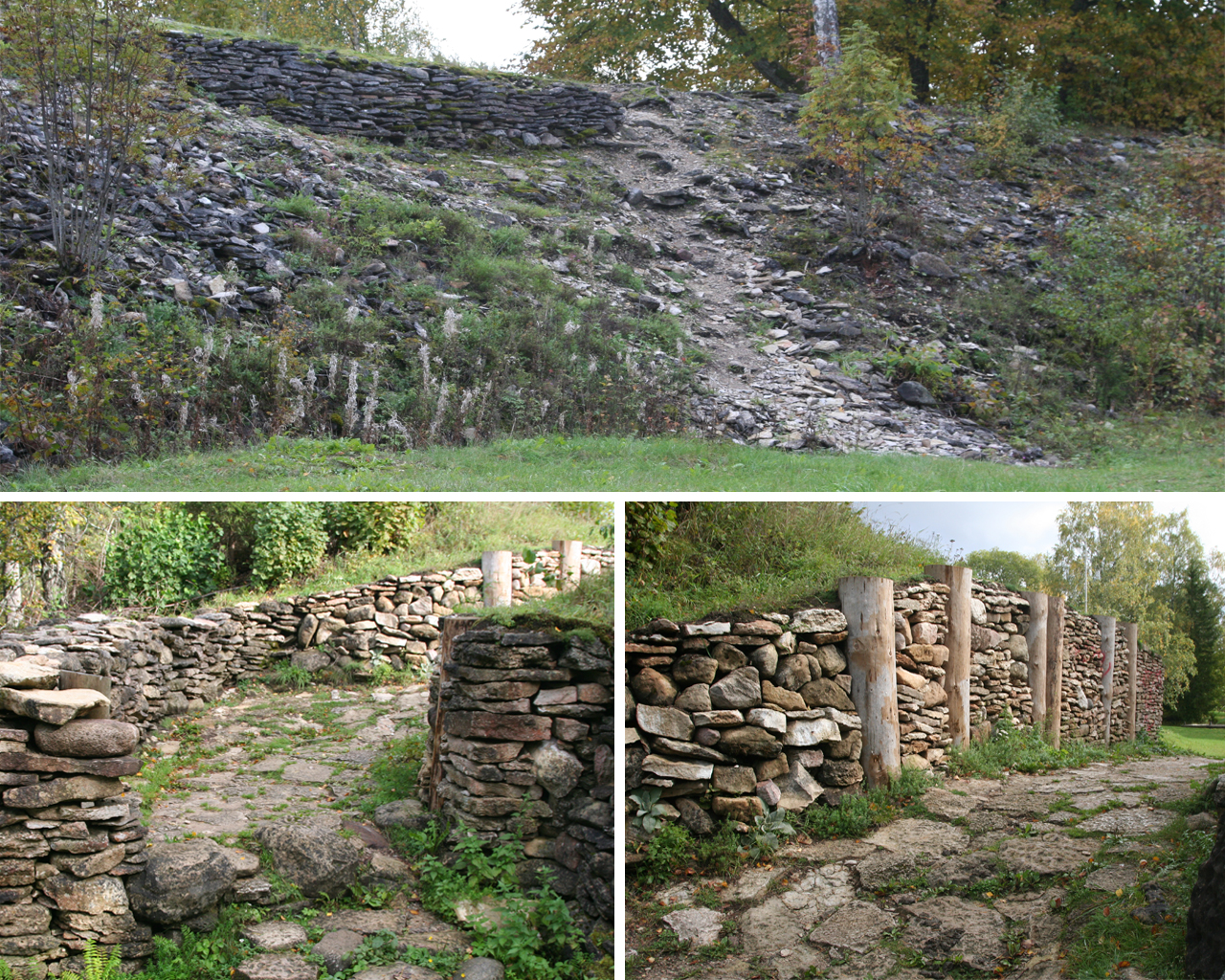
أطلال فاربولا

كان معقل فاربولا ((باللاتينية: Castrum Warbole)‏) واحداً من أكبر الحصون الدائرية والمراكز التجارية التي تم بناؤها في إستونيا، مقاطعة هارجو ((باللاتينية: Harria)‏) في ذلك الوقت.
وفي القرن الحادي عشر، كثيرًا ما يتم تأريخ الإسكندنافيين على أنهم يكافحون الفايكنج من الشواطئ الشرقية لبحر البلطيق. مع صعود المسيحية، السلطة المركزية في الدول الاسكندنافية وألمانيا تؤدي في نهاية المطاف إلى الحملات الصليبية لبحر البلطيق. ولقد تحول عالم شرق البلطيق عن طريق الغزو العسكري: ففي البداية تعرض اللاف، والليتس ووالإستونيون، ثم البروسيون والفنلنديين للهزيمة، والتعميد، الاحتلال العسكري، وأحيانا الإبادة من قبل مجموعات من الألمان، الدانماركيين والسويديين.